# Eleições legislativas portuguesas de 1991 no distrito de Portalegre
| Eleições legislativas portuguesas de 1991 Distritos: Aveiro \| Beja \| Braga \| Bragança \| Castelo Branco \| Coimbra \| Évora \| Faro \| Guarda \| Leiria \| Lisboa \| Portalegre \| Porto \| Santarém \| Setúbal \| Viana do Castelo \| Vila Real \| Viseu \| Açores \| Madeira \| Estrangeiro |

## Resultados por Concelho
Os resultados nos concelhos do Distrito de Portalegre foram os seguintes:

### Alter do Chão
| Partido                 | Partido                           | Votos | %               | +/-  |
| ----------------------- | --------------------------------- | ----- | --------------- | ---- |
|                         | Partido Social Democrata          | 1 204 | 40,62 / 100,00  | 2,30 |
|                         | Partido Socialista                | 791   | 26,69 / 100,00  | 4,79 |
|                         | Coligação Democrática Unitária    | 546   | 18,42 / 100,00  | 4,48 |
|                         | Centro Democrático e Social       | 94    | 3,17 / 100,00   | 0,84 |
|                         | PCTP/MRPP                         | 80    | 2,70 / 100,00   | 1,83 |
|                         | Partido Socialista Revolucionário | 78    | 2,63 / 100,00   | 1,63 |
|                         | Partido da Solidariedade Nacional | 46    | 1,55 / 100,00   | Novo |
|                         | Outros                            | 45    | 1,51 / 100,00   |      |
| Votos Inválidos         | Votos Inválidos                   | 80    | 2,69 / 100,00   | 0,81 |
| Total                   | Total                             | 2 964 | 100,00 / 100,00 |      |
| Eleitorado/Participação | Eleitorado/Participação           | 3 974 | 74,58 / 100,00  | 0,50 |

### Arronches
| Partido                 | Partido                           | Votos | %               | +/-  |
| ----------------------- | --------------------------------- | ----- | --------------- | ---- |
|                         | Partido Social Democrata          | 963   | 39,45 / 100,00  | 1,66 |
|                         | Partido Socialista                | 908   | 37,20 / 100,00  | 4,49 |
|                         | Coligação Democrática Unitária    | 313   | 12,82 / 100,00  | 2,19 |
|                         | Centro Democrático e Social       | 74    | 3,03 / 100,00   | 0,27 |
|                         | Partido Socialista Revolucionário | 35    | 1,43 / 100,00   | 0,43 |
|                         | PCTP/MRPP                         | 30    | 1,23 / 100,00   | 0,36 |
|                         | Outros                            | 54    | 2,21 / 100,00   |      |
| Votos Inválidos         | Votos Inválidos                   | 64    | 2,62 / 100,00   | 0,02 |
| Total                   | Total                             | 2 441 | 100,00 / 100,00 |      |
| Eleitorado/Participação | Eleitorado/Participação           | 3 482 | 70,10 / 100,00  | 1,74 |

### Avis
| Partido                 | Partido                           | Votos | %               | +/-  |
| ----------------------- | --------------------------------- | ----- | --------------- | ---- |
|                         | Coligação Democrática Unitária    | 1 719 | 44,73 / 100,00  | 7,64 |
|                         | Partido Social Democrata          | 1 015 | 26,41 / 100,00  | 1,56 |
|                         | Partido Socialista                | 808   | 21,03 / 100,00  | 6,58 |
|                         | PCTP/MRPP                         | 60    | 1,56 / 100,00   | 1,12 |
|                         | Centro Democrático e Social       | 53    | 1,38 / 100,00   | 0,02 |
|                         | Partido Socialista Revolucionário | 43    | 1,12 / 100,00   | 0,90 |
|                         | Outros                            | 71    | 1,85 / 100,00   |      |
| Votos Inválidos         | Votos Inválidos                   | 74    | 1,92 / 100,00   | 0,09 |
| Total                   | Total                             | 3 843 | 100,00 / 100,00 |      |
| Eleitorado/Participação | Eleitorado/Participação           | 4 729 | 81,26 / 100,00  | 2,86 |

### Campo Maior
| Partido                 | Partido                           | Votos | %               | +/-  |
| ----------------------- | --------------------------------- | ----- | --------------- | ---- |
|                         | Partido Socialista                | 1 906 | 40,08 / 100,00  | 5,35 |
|                         | Coligação Democrática Unitária    | 1 337 | 28,11 / 100,00  | 5,87 |
|                         | Partido Social Democrata          | 1 077 | 22,65 / 100,00  | 1,25 |
|                         | Centro Democrático e Social       | 92    | 1,93 / 100,00   | 0,89 |
|                         | PCTP/MRPP                         | 88    | 1,85 / 100,00   | 1,52 |
|                         | Partido Socialista Revolucionário | 62    | 1,30 / 100,00   | 0,95 |
|                         | Outros                            | 82    | 1,72 / 100,00   |      |
| Votos Inválidos         | Votos Inválidos                   | 112   | 2,36 / 100,00   | 0,51 |
| Total                   | Total                             | 4 756 | 100,00 / 100,00 |      |
| Eleitorado/Participação | Eleitorado/Participação           | 6 965 | 68,28 / 100,00  | 8,35 |

### Castelo de Vide
| Partido                 | Partido                           | Votos | %               | +/-  |
| ----------------------- | --------------------------------- | ----- | --------------- | ---- |
|                         | Partido Social Democrata          | 1 075 | 41,43 / 100,00  | 1,73 |
|                         | Partido Socialista                | 905   | 34,87 / 100,00  | 6,09 |
|                         | Coligação Democrática Unitária    | 210   | 8,09 / 100,00   | 2,40 |
|                         | Centro Democrático e Social       | 101   | 3,89 / 100,00   | 0,37 |
|                         | Partido da Solidariedade Nacional | 65    | 2,50 / 100,00   | Novo |
|                         | PCTP/MRPP                         | 53    | 2,04 / 100,00   | 1,51 |
|                         | Partido Socialista Revolucionário | 50    | 1,93 / 100,00   | 0,71 |
|                         | Partido Renovador Democrático     | 29    | 1,12 / 100,00   | 5,53 |
|                         | Outros                            | 14    | 0,54 / 100,00   |      |
| Votos Inválidos         | Votos Inválidos                   | 93    | 3,58 / 100,00   | 0,45 |
| Total                   | Total                             | 2 595 | 100,00 / 100,00 |      |
| Eleitorado/Participação | Eleitorado/Participação           | 3 572 | 72,65 / 100,00  | 0,34 |

### Crato
| Partido                 | Partido                           | Votos | %               | +/-  |
| ----------------------- | --------------------------------- | ----- | --------------- | ---- |
|                         | Partido Socialista                | 1 239 | 37,32 / 100,00  | 4,53 |
|                         | Partido Social Democrata          | 1 111 | 33,46 / 100,00  | 2,46 |
|                         | Coligação Democrática Unitária    | 542   | 16,33 / 100,00  | 3,76 |
|                         | Centro Democrático e Social       | 90    | 2,71 / 100,00   | 0,13 |
|                         | Partido Socialista Revolucionário | 83    | 2,50 / 100,00   | 1,60 |
|                         | Partido da Solidariedade Nacional | 70    | 2,11 / 100,00   | Novo |
|                         | PCTP/MRPP                         | 67    | 2,02 / 100,00   | 1,24 |
|                         | Outros                            | 37    | 1,11 / 100,00   |      |
| Votos Inválidos         | Votos Inválidos                   | 81    | 2,44 / 100,00   | 0,66 |
| Total                   | Total                             | 3 320 | 100,00 / 100,00 |      |
| Eleitorado/Participação | Eleitorado/Participação           | 4 443 | 74,72 / 100,00  | 1,99 |

### Elvas
| Partido                 | Partido                           | Votos  | %               | +/-   |
| ----------------------- | --------------------------------- | ------ | --------------- | ----- |
|                         | Partido Social Democrata          | 5 336  | 40,63 / 100,00  | 0,49  |
|                         | Partido Socialista                | 4 527  | 34,47 / 100,00  | 10,83 |
|                         | Coligação Democrática Unitária    | 1 209  | 9,21 / 100,00   | 5,45  |
|                         | Centro Democrático e Social       | 557    | 4,24 / 100,00   | 0,19  |
|                         | Partido da Solidariedade Nacional | 401    | 3,05 / 100,00   | Novo  |
|                         | Partido Renovador Democrático     | 291    | 2,22 / 100,00   | 6,59  |
|                         | Partido Socialista Revolucionário | 237    | 1,80 / 100,00   | 0,59  |
|                         | PCTP/MRPP                         | 205    | 1,56 / 100,00   | 0,73  |
|                         | Outros                            | 97     | 0,74 / 100,00   |       |
| Votos Inválidos         | Votos Inválidos                   | 272    | 2,07 / 100,00   | 0,33  |
| Total                   | Total                             | 13 132 | 100,00 / 100,00 |       |
| Eleitorado/Participação | Eleitorado/Participação           | 19 912 | 65,95 / 100,00  | 5,69  |

### Fronteira
| Partido                 | Partido                           | Votos | %               | +/-  |
| ----------------------- | --------------------------------- | ----- | --------------- | ---- |
|                         | Partido Social Democrata          | 1 079 | 38,95 / 100,00  | 3,58 |
|                         | Partido Socialista                | 923   | 33,32 / 100,00  | 6,94 |
|                         | Coligação Democrática Unitária    | 422   | 15,23 / 100,00  | 8,39 |
|                         | Centro Democrático e Social       | 113   | 4,08 / 100,00   | 1,31 |
|                         | Partido da Solidariedade Nacional | 50    | 1,81 / 100,00   | Novo |
|                         | PCTP/MRPP                         | 47    | 1,70 / 100,00   | 1,25 |
|                         | Partido Socialista Revolucionário | 43    | 1,55 / 100,00   | 0,79 |
|                         | Outros                            | 33    | 1,19 / 100,00   |      |
| Votos Inválidos         | Votos Inválidos                   | 60    | 2,17 / 100,00   | 0,49 |
| Total                   | Total                             | 2 770 | 100,00 / 100,00 |      |
| Eleitorado/Participação | Eleitorado/Participação           | 3 596 | 77,03 / 100,00  | 4,16 |

### Gavião
| Partido                 | Partido                           | Votos | %               | +/-  |
| ----------------------- | --------------------------------- | ----- | --------------- | ---- |
|                         | Partido Socialista                | 1 696 | 45,25 / 100,00  | 5,24 |
|                         | Partido Social Democrata          | 1 165 | 31,08 / 100,00  | 4,06 |
|                         | Coligação Democrática Unitária    | 405   | 10,81 / 100,00  | 1,93 |
|                         | Partido Socialista Revolucionário | 103   | 2,75 / 100,00   | 1,55 |
|                         | PCTP/MRPP                         | 79    | 2,11 / 100,00   | 1,18 |
|                         | Partido da Solidariedade Nacional | 72    | 1,92 / 100,00   | Novo |
|                         | Centro Democrático e Social       | 64    | 1,71 / 100,00   | 0,87 |
|                         | Partido Renovador Democrático     | 43    | 1,15 / 100,00   | 6,44 |
|                         | Outros                            | 26    | 0,69 / 100,00   |      |
| Votos Inválidos         | Votos Inválidos                   | 95    | 2,53 / 100,00   | 1,42 |
| Total                   | Total                             | 3 748 | 100,00 / 100,00 |      |
| Eleitorado/Participação | Eleitorado/Participação           | 5 461 | 68,63 / 100,00  | 2,41 |

### Marvão
| Partido                 | Partido                           | Votos | %               | +/-  |
| ----------------------- | --------------------------------- | ----- | --------------- | ---- |
|                         | Partido Social Democrata          | 1 526 | 51,48 / 100,00  | 5,76 |
|                         | Partido Socialista                | 951   | 32,09 / 100,00  | 5,51 |
|                         | Centro Democrático e Social       | 113   | 3,81 / 100,00   | 0,23 |
|                         | Coligação Democrática Unitária    | 96    | 3,24 / 100,00   | 3,50 |
|                         | Partido da Solidariedade Nacional | 56    | 1,89 / 100,00   | Novo |
|                         | PCTP/MRPP                         | 48    | 1,62 / 100,00   | 0,86 |
|                         | Partido Socialista Revolucionário | 41    | 1,38 / 100,00   | 0,36 |
|                         | Partido Renovador Democrático     | 39    | 1,32 / 100,00   | 6,22 |
|                         | Outros                            | 12    | 0,40 / 100,00   |      |
| Votos Inválidos         | Votos Inválidos                   | 82    | 2,77 / 100,00   | 1,11 |
| Total                   | Total                             | 2 964 | 100,00 / 100,00 |      |
| Eleitorado/Participação | Eleitorado/Participação           | 4 215 | 70,32 / 100,00  | 2,36 |

### Monforte
| Partido                 | Partido                           | Votos | %               | +/-   |
| ----------------------- | --------------------------------- | ----- | --------------- | ----- |
|                         | Partido Social Democrata          | 797   | 35,95 / 100,00  | 3,62  |
|                         | Partido Socialista                | 683   | 30,81 / 100,00  | 11,78 |
|                         | Coligação Democrática Unitária    | 351   | 15,83 / 100,00  | 5,77  |
|                         | Centro Democrático e Social       | 106   | 4,78 / 100,00   | 0,18  |
|                         | Partido Socialista Revolucionário | 59    | 2,66 / 100,00   | 1,48  |
|                         | PCTP/MRPP                         | 55    | 2,48 / 100,00   | 1,60  |
|                         | Partido da Solidariedade Nacional | 48    | 2,17 / 100,00   | Novo  |
|                         | Partido Renovador Democrático     | 44    | 1,98 / 100,00   | 9,70  |
|                         | Outros                            | 20    | 0,90 / 100,00   |       |
| Votos Inválidos         | Votos Inválidos                   | 54    | 2,43 / 100,00   | 2,19  |
| Total                   | Total                             | 2 217 | 100,00 / 100,00 |       |
| Eleitorado/Participação | Eleitorado/Participação           | 3 341 | 66,36 / 100,00  | 4,90  |

### Nisa
| Partido                 | Partido                           | Votos | %               | +/-  |
| ----------------------- | --------------------------------- | ----- | --------------- | ---- |
|                         | Partido Social Democrata          | 2 722 | 41,13 / 100,00  | 0,82 |
|                         | Partido Socialista                | 2 171 | 32,80 / 100,00  | 9,67 |
|                         | Coligação Democrática Unitária    | 819   | 12,38 / 100,00  | 4,51 |
|                         | Centro Democrático e Social       | 236   | 3,57 / 100,00   | 0,20 |
|                         | Partido Socialista Revolucionário | 142   | 2,15 / 100,00   | 1,06 |
|                         | PCTP/MRPP                         | 134   | 2,02 / 100,00   | 1,08 |
|                         | Partido da Solidariedade Nacional | 123   | 1,86 / 100,00   | Novo |
|                         | Outros                            | 93    | 1,40 / 100,00   |      |
| Votos Inválidos         | Votos Inválidos                   | 178   | 2,69 / 100,00   | 1,14 |
| Total                   | Total                             | 6 618 | 100,00 / 100,00 |      |
| Eleitorado/Participação | Eleitorado/Participação           | 9 183 | 72,07 / 100,00  | 2,57 |

### Ponte de Sôr
| Partido                 | Partido                           | Votos  | %               | +/-   |
| ----------------------- | --------------------------------- | ------ | --------------- | ----- |
|                         | Partido Social Democrata          | 3 780  | 34,49 / 100,00  | 1,64  |
|                         | Partido Socialista                | 3 034  | 27,69 / 100,00  | 12,93 |
|                         | Coligação Democrática Unitária    | 2 726  | 24,87 / 100,00  | 11,16 |
|                         | Centro Democrático e Social       | 329    | 3,00 / 100,00   | 0,27  |
|                         | PCTP/MRPP                         | 284    | 2,59 / 100,00   | 1,76  |
|                         | Partido Socialista Revolucionário | 218    | 1,99 / 100,00   | 1,10  |
|                         | Partido da Solidariedade Nacional | 181    | 1,65 / 100,00   | Novo  |
|                         | Outros                            | 155    | 1,42 / 100,00   |       |
| Votos Inválidos         | Votos Inválidos                   | 252    | 2,30 / 100,00   | 0,41  |
| Total                   | Total                             | 10 959 | 100,00 / 100,00 |       |
| Eleitorado/Participação | Eleitorado/Participação           | 15 828 | 69,24 / 100,00  | 4,10  |

### Portalegre
| Partido                 | Partido                           | Votos  | %               | +/-  |
| ----------------------- | --------------------------------- | ------ | --------------- | ---- |
|                         | Partido Social Democrata          | 7 816  | 45,90 / 100,00  | 1,36 |
|                         | Partido Socialista                | 6 449  | 37,88 / 100,00  | 6,43 |
|                         | Coligação Democrática Unitária    | 1 156  | 6,79 / 100,00   | 2,59 |
|                         | Centro Democrático e Social       | 590    | 3,47 / 100,00   | 0,41 |
|                         | Partido da Solidariedade Nacional | 249    | 1,46 / 100,00   | Novo |
|                         | Outros                            | 496    | 2,91 / 100,00   |      |
| Votos Inválidos         | Votos Inválidos                   | 271    | 1,59 / 100,00   | 0,59 |
| Total                   | Total                             | 17 027 | 100,00 / 100,00 |      |
| Eleitorado/Participação | Eleitorado/Participação           | 22 793 | 74,70 / 100,00  | 2,19 |

### Sousel
| Partido                 | Partido                           | Votos | %               | +/-   |
| ----------------------- | --------------------------------- | ----- | --------------- | ----- |
|                         | Partido Social Democrata          | 1 841 | 44,60 / 100,00  | 1,67  |
|                         | Partido Socialista                | 986   | 23,89 / 100,00  | 11,53 |
|                         | Coligação Democrática Unitária    | 833   | 20,18 / 100,00  | 9,61  |
|                         | Centro Democrático e Social       | 122   | 2,96 / 100,00   | 0,74  |
|                         | PCTP/MRPP                         | 72    | 1,74 / 100,00   | 0,86  |
|                         | Partido Socialista Revolucionário | 70    | 1,70 / 100,00   | 1,11  |
|                         | Partido da Solidariedade Nacional | 51    | 1,24 / 100,00   | Novo  |
|                         | Outros                            | 53    | 1,28 / 100,00   |       |
| Votos Inválidos         | Votos Inválidos                   | 100   | 2,42 / 100,00   | 0,38  |
| Total                   | Total                             | 4 128 | 100,00 / 100,00 |       |
| Eleitorado/Participação | Eleitorado/Participação           | 5 558 | 74,27 / 100,00  | 4,28  |